# Olwë
Olwë je elfem z fiktivního světa J. R. R. Tolkiena. Olwë je mladším bratrem Elwëho (král Elu Thingol) a díky tomu (Elwë byl vyslancem elfů do Valinoru) se stal jedním z pánů Teleri. Olwë byl přítelem Ossëho.
Olwë a Elwë se stali pány velkého zástupu Teleri na Velké cestě Eldar do Amanu. Teleri však bylo hodně a tak šli pomalu, a proto se zdrželi v Beleriandu. Tam se král Elwë ztratil, a část jeho lidu na něho chtěla čekat a proto zde zůstali – to byli pozdější Sindar. Další část, vedena Círdanem, se usadila na pobřeží moře a spřátelila se s Ossëm. Olwë však byl netrpělivý a většina Teleri nakonec také odplula. 
Zprvu se Ossë stal pánem ostrova Tol Eressëa, později však nakonec i Teleri dospěli do Eldamaru, kde založil Labutí přístav Alqualondë. Populace Teleri však byla značně snížena, když na jejich přístav zaútočil Fëanor a došlo k prvnímu zabíjení elfů elfy.
Olwëho dcerou byla Eärwen,zvan též Labutí panna z Alqualondë; provdala se za třetího z Finwëho synů, zlatovlasého Finarfina, a měli spolu několik dětí; Finroda Felagunda, Galadriel, Aegnroa a Angroda (Orodreth je uváděn jako jejich syn nebo vnuk, v Silmarillionu je považován za jejich syna. Žil s Finrodem v Nargothrondu a poté, co Finrod odešel s Berenem, aby splnil svou přísahu a zahynul, se stal králem Nargothrondu. Orodrethovou dcerou byla Finduilas, milovaná Gwindorem a sama nešťastně zamilována do Túrina, syna Húrinova). Po Zabíjení rodných a Sudbě Noldor odešly všechny děti Eärwen pryč z Valinoru, ale ona i Finarfin zůstali.
Olwë měl ještě několik synů (dva či více), o nichž se však nehovoří jinak, než že byli přáteli Finarfina.